# Quebrada El Ahorcado
La quebrada El Ahorcado es una importante corriente hídrica del nororiente de la ciudad de Medellín.

## Cauce y hechos históricos
El Ahorcado nace a 1840 metros sobre el nivel del mar en las áreas protegidas del Batallón Girardot en Villa Hermosa, recorre el batallón y luego hace frontera entre las comunas Villa Hermosa y Manrique, para luego internarse en la comuna Aranjuez, recorriendo numerosos barrios como Sevilla, El Chagualo, la Universidad de Antioquia, entre otros.
Esta quebrada recorre en cauce natural un buen tramo, luego su cauce es invadido por construcciones, a la altura de la calle Barranquilla se le construye un box coulvert que la hace pasar por debajo del corredor de Metroplús hasta su desembocadura en el río Medellín cerca al Aula Ambiental.
.

### Afluentes
A la quebrada El Ahorcado desaguan las quebradas Los Ataúdes (principal afluente), entre otras corrientes menores.